# Edvaldo Valério
Edvaldo Valério Silva Filho (Salvador, 20 de abril de 1978) é um nadador brasileiro, medalhista olímpico em 2000.

## Trajetória esportiva
Iniciou sua carreira nas piscinas de Salvador, onde por anos se manteve. Foi diversas vezes campeão brasileiro de natação nas provas de 50 metros livre, 100 metros livre e 200 metros livre.
Passou por diversos clubes, onde se destacam o Costa Verde Tênis Clube, o Vasco da Gama, o Grêmio Náutico União e o Minas Tênis Clube. Também integrou por vários anos a seleção brasileira, disputando competições em diversos locais do mundo.
Valério esteve no Campeonato Mundial de Esportes Aquáticos de 1998 em Perth, onde terminou em sexto na final dos 4x100 metros livre.
Foi reserva do 4x100 metros livre nos Jogos Pan-Americanos de 1999 em Winnipeg.
Esteve no Campeonato Mundial de Natação em Piscina Curta de 2000 em Atenas, onde ficou em 29º lugar nos 50 metros livre, em 32º nos 100 metros livre, 23º nos 200 metros livre e foi à final dos 4x200 metros livre, terminando em oitavo lugar.
Participou dos Jogos Olímpicos de Verão de 2000 em Sydney, onde conquistou a medalha de bronze no revezamento 4x100 metros livre e também obteve o 13º lugar no 4x200 metros livre, e o 23º lugar nos 50 metros livre.
No Campeonato Mundial de Esportes Aquáticos de 2001 em Fukuoka, foi à semifinal dos 100 metros livre, terminando em 15º lugar.
Participou dos Jogos Sul-Americanos de 2002, onde foi medalha de ouro nos 50 metros livre.

## Carreira como dirigente e gestor esportivo
Após encerrar a sua carreira como atleta de alto rendimento, Edvaldo Valério fez a sua transição para a área de gestão esportiva e da política.
Em 2012, ele chegou a se candidatar à vereador de Salvador pelo PRTB, porém, Edvaldo renunciou à candidatura antes do pleito.
Assim, ele fundou uma escola onde oferece aulas de natação e hidroginástica e, em 2019, foi nomeado pelo Prefeito de Salvador para exercer o cargo público de Gerente de Esportes da Secretaria Municipal do Trabalho, Esportes e Lazer de Salvador, cargo que vem exercendo desde então, onde gerencia a Arena Aquática de Salvador.
Em 2021, Edvaldo Valério foi eleito vice-presidente da Federação Baiana de Desportos Aquáticos (FBDA) para exercer o mandato de 2021 a 2025.
Em 2022, ele se candidatou novamente a um cargo no Poder Legislativo, desta vez, de deputado federal pelo partido Republicanos, mas, com apenas 1.385 votos, Edvaldo não conseguiu ser eleito, ficando na suplência.